# عماد جاسم
عماد جاسم مواليد 17 أغسطس 1960، هو لاعب كرة قدم عراقي دولي سابق كان يلعب في مركز الهجوم. شارك في بطولة الرجال في دورة الالعاب الاولمبية الصيفية 1984.

## المسيرة الاحترافية

### أندية لعب لها
- نادي القوة الجوية
- نادي الزوراء
- نادي الخطوط الجوية

## الأهداف الدولية
| ت  | التاريخ        | المكان                       | الخصم   | النتيجة | الأهداف | المسابقة                       |
| -- | -------------- | ---------------------------- | ------- | ------- | ------- | ------------------------------ |
| 1. | 28 نوفمبر 1982 | ملعب جواهر لال نهرو، نيودلهي | اليابان | 1 –0    | 1–0     | دورة الألعاب الآسيوية عام 1982 |